# Megophrys aceras
Espèce
Synonymes
- Megalophrys montana var. aceras Boulenger in Annandale & Robinson, 1903
- Xenophrys aceras (Boulenger, 1903)

Statut de conservation UICN

 LC  : Préoccupation mineure
Megophrys aceras est une espèce d'amphibiens de la famille des Megophryidae.

## Répartition
Cette espèce est endémique de l'Asie du Sud-Est. Elle se rencontre entre 150 et 1 500 m d'altitude, :
- dans la péninsule Malaise, en Thaïlande et en Malaisie péninsulaire ;
- sur l'île de Sumatra en Indonésie.

## Publication originale
- Annandale & Robinson, 1903 : Fasciculi Malayenses: Anthropological and Zoological Results of an Expedition to Perak and the Siamese Malay States, 1901-1902, (texte intégral).